# عبد القادر الجندي

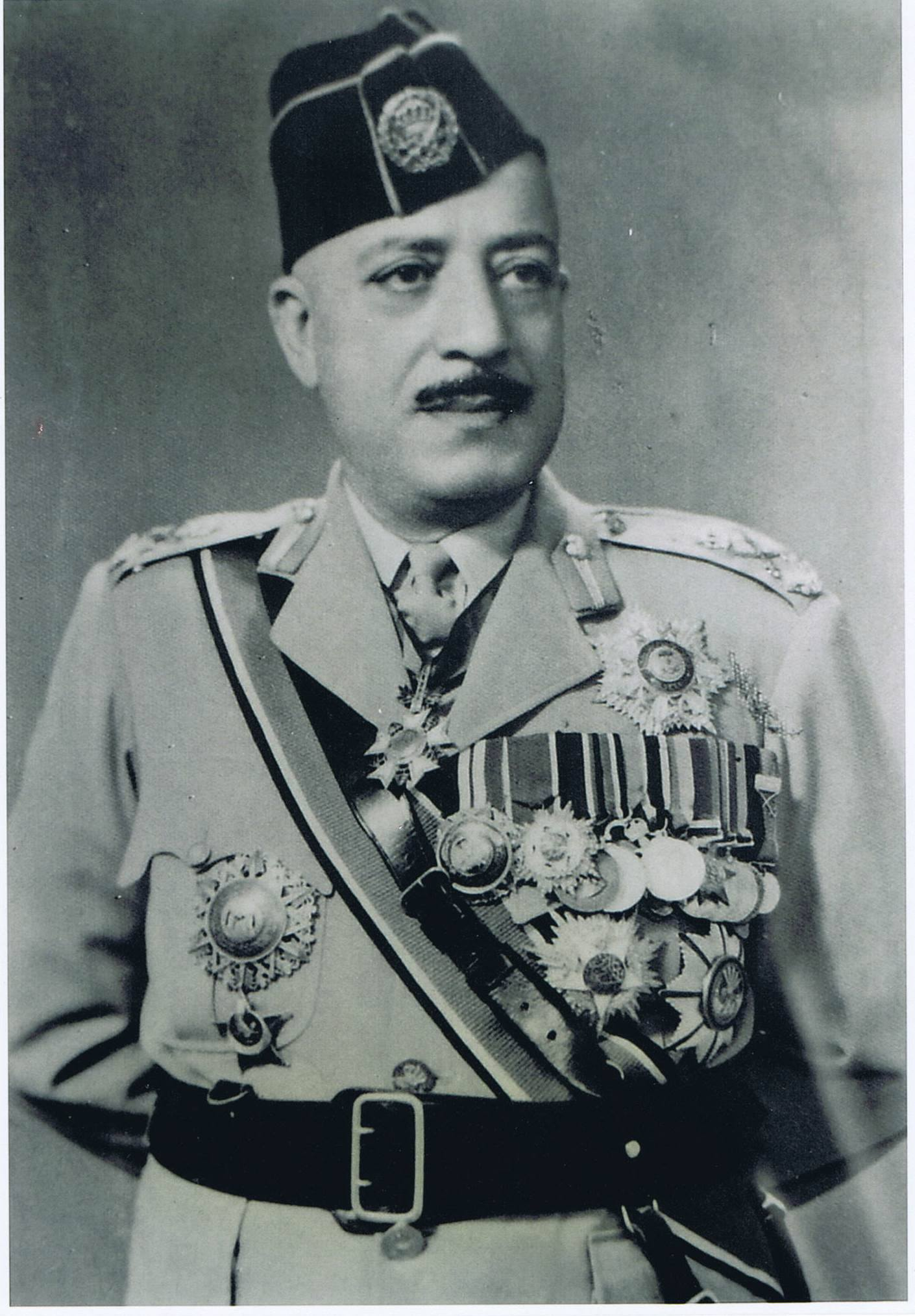

عبد القادر الجندي العباسي القرشي (1896م-1960م) من أوائل مستقبلين الأمير عبد الله بن الحسين عند قدومه إلى معان إبان الثورة العربية الكبرى ومن مؤسسي الجيش العربي ومن كبار ضباطه.

## حياته
ولد عبد القادر باشا بن عبد المجيد بن سليم الجندي في طرابلس الغرب عام 1896م، درس الاعدادية في دمشق والحربية في تركيا وتخرج سنة 1914 من قسم الفرسان. ومن ثم غادر إلى معان قادما من حمص عام 1920 م ومعه مجموعة من الرعيل الأول لاستقبال الأمير عبد الله.
وكان والده قائمقاماً عسكرياً استشهد في عهد الثورات التي قامت في طرابلس الغرب أبان العهد التركي، وهذا الفرع هو من الأسرة الجندية المقيمة في اللاذقية منذ أن تشعبت الأسرة في البلاد السورية.

## مناصبه العسكرية
ترقى في سلم الرتب العسكرية حتى أصبح برتبه فريق عام 1943 م وعين رئيس اركان حرب الجيش العربي آنذاك.

## حرب ترعة السويس
اشترك في حرب الترعة خلال الحرب العالمية الأولى، وقد تحدث الأستاذ حبيب جاماتي في العدد 736 بتاريخ 19 تموز 1948 من مجلة الاثنين المصرية  عن بطولة هذا القائد في معاركها، وتكليفه من قبل جمال باشا التركي بمهاجمة ترعة السويس بفرقة الفرسان واعتماده بنقل أكبر لغم بحري لنسف القناة، وقد كتبت له السلامة بأعجوبة إلهية.

## الثورة العربية
كان على اتصال مع الملك فيصل، وقد التحق بالثورة العربية عند سقوط دمشق وشكل فرقة الفرسان، ولما دخل الفرنسيون دمشق التحق بشرقي الأردن وانتسب إلى الجيش الأردني، وقد استقبله الأمير عبد الله في معان مع لفيف من الضباط السوريين.
نواة الجيش العربي الأردني:
وفي أوائل سنة 1921 بدأ بتشكيل نواة الجيش الأردني، وكان كلما وقعت أحداث ثورية اعتمده الأمير في إخمادها، وقد ترفَّع في المراتب العسكرية حتى وصل إلى رتبة فريق سنة 1944 وهو من أبرز المخلصين الذين شيدوا دعائم العرش الهاشمي الأردني وتفانوا في خدمته حتى إحالته إلى التقاعد سنة 1952 وقد حاز على ثمانية عشر وساماً عربية وأجنبية وعلى كافة الأوسمة الأردنية الرفيعة.
قال أحد العارفين بعبد القادر باشا الجندي بأن السيد عبد القادر باشا الجندي لم يكن ركناً عسكرياً فقط بل كان مقصوداً من أبناء الضاد في جميع أدوار حياته وأنه لم ينل هذه المنزلة عبثاً، بل عن جدارة واستحقاق وأريحية وتواضع.
أنجب سبعة ذكور وبكره السيد عبد المجيد هو برتبة قائد في الجيش الأردني، وقد خلفه في القيادة العامة للجيش الأردني ابن عمه أحمد صدقي باشا الجندي ابن اللواء عبد الرحمن باشا الجندي. وإن الرتبة العسكرية التي يحملها هي أعلى الرتب في الجيش ولم ينل مثلها أحد في البلاد العربية إلا اثنان.
في سما لبنان فوق الشواهق.

## وفاته
توفي سنة 1960 عن عمر يناهز 64 سنة.